# Американская дуэль
Американская дуэль — способ разрешения споров и конфликтов, суть которого сводится к тому, что два человека договариваются, при свидетелях или публично о том, что один из них совершит суицид (например, при помощи пилюль, из которых одна отравлена); кто именно из них станет самоубийцей, решается посредством жребия. Участие в такой дуэли наказывалось каторгой согласно русскому уголовному уложению 1903 года.
В начале XX века «Энциклопедический словарь Брокгауза и Ефрона» так написал о термине «Американская дуэль» на своих страницах: «… это название вдвойне неправильно: во-первых, потому, что происхождение этого обычая несправедливо относят к Америке, и во-вторых, по той причине, что это вовсе не дуэль, в которой противники сражаются равным оружием».
Одна из самых нашумевших американских дуэлей XIX века состоялась между варшавским военным генерал-губернатором Александром Даниловичем Герштенцвейгом и наместником Царства Польского российским генералом графом Карлом Карловичем Ламбертом. Герштенцвейг был крайне раздражен тем, что в ходе событий 1861 года наместник без его ведома отменил решения, принятые накануне Герштенцвейгом; между ним и наместником, в кабинете последнего, произошло бурное объяснение, в котором Герштенцвейг назвал графа Ламберта «изменником». Результатом должна была стать дуэль, однако оба понимали, что и победителю не поздоровится, ибо недовольство монарха могло быть непредсказуемо. Оба сошлись на американской дуэли. Эти события были описаны следующим образом: «Посредник подает противникам два конца носового платка, на одном из которых завязывается узелок, и вытащивший таковой обязан добровольно застрелиться… жребий пал на Герштенцвейга, который и вытащил злосчастный узелок…». Утром 5 октября 1861 года А. Д. Герштенцвейг привёл этот «приговор судьбы» в исполнение. Генерал С. Хрулёв, который выполнял при этом роль посредника, делал это крайне неохотно, ибо считал такой способ выяснения отношений слишком жестоким. Сам генерал объяснял это так:
Когда вы желаете окончить происшедшее между вами столкновение американской дуэлью, я ничего не могу возразить против этого, […] но дуэль эта, по моему мнению, слишком жестока, чужда всякой человечности и христианства, она требует жизни одного из противников, тогда как обыкновенная дуэль может окончиться менее трагически.
Хрулёв знал, о чём говорил: американская дуэль полностью исключает великодушие, милосердие и прощение. После промаха противника второй дуэлянт, если считает предмет спора пустым, может выстрелить в воздух, и примирение в случае, если промахнулись оба противника — также возможно.
В отличие от потенциальной угрозы жизни, которую несёт обычная дуэль, дуэль американская означала стопроцентный смертный приговор и, возможно поэтому не прижилась, и применялась, как в случае, описанном выше, большей частью для того, чтобы избежать наказания за участие в дуэлях.
Иногда, значительно реже, американской дуэлью называют поединок, когда противники, вооружившись, уходят подальше от людей, например в лес или горы, и с этого момента начиналась их взаимная «охота» друг на друга; при этом способе не возбранялись никакие приёмы, вплоть до ловушек или выстрелов в спину.